# StarCraft 2: Legacy of the Void
StarCraft 2: Legacy of the Void, publié en novembre 2015, est la dernière extension du jeu de stratégie en temps réel StarCraft 2 et fait suite à Heart of the Swarm, publié en mars 2013. Développée par Blizzard Entertainment, elle a été annoncée dès juin 2008 lors du Blizzard Worldwide Invitational, et est publiée le 10 novembre 2015 sous la forme d’un standalone. Le jeu se focalise sur les Protoss dirigés par Artanis et inclut notamment de nouvelles unités, des modifications du mode multijoueur du jeu original ainsi qu’une nouvelle campagne faisant suite à celle de Heart of the Swarm,.

## Synopsis
En parallèle des évènements décrits dans les deux autres campagnes, chez les Protoss, le hiérarque Artanis est nommé pour être à la tête de tout son peuple. Il dirige l’Armada dorée, la flotte amirale, contre Aïur pour la reconquérir. Cependant, Amon, le dieu Noir, a pris le contrôle du Khala. Zeratul donne alors sa vie pour libérer Artanis de l’emprise du Vide. Avec l'aide d'un vaisseau légendaire, la Lance d’Adun, les Protoss récupérent l’artéfact donné par Jim Raynor et, sur la demande de la matriarche Nerazim Vorazun, ils détruisent Shakuras, la capitale Nerazim, conquise par les Zergs. Mais l’exécutrice Sélendis, son lieutenant, reste sur Aïur, corrompue par le Xel’Naga Déchu. Ils sont amenés à faire une alliance avec les Purificateurs, dont Fénix, un ancien guerrier tombé au combat, et les Tal’Darim dirigés par Alarak. Enfin, ils se dirigent sur Aïur, pour libérer les leurs grâce à l’artéfact, en fait une Clé Xel’Naga qui renfermait la position d’Ulnar, leur vaisseau monde, où Kerrigan et Artanis font alliance pour découvrir les secrets des anciens dieux. 
Mais Amon avait commencé à s'incarner pour détruire l’Univers. Il est alors bombardé par Cybros (la base des Purificateurs), la Lance d’Adun, et la Flotte de Mort Tal’Darim, puis succombe. Le Khala, cependant, est toujours sous son emprise. Mais, après un répit de ce contrôle dû à la Clé, Artanis peut inciter les Templiers à se libérer du Khala et à fonder une nouvelle grande civilisation.
Kerrigan, est alors appelée par le Vide, libère Ouros, un Xel'Naga, de son geôlier Narud. Ouros lui transmet son essence, et Kerrigan devient Xel'Naga. Puis, elle tue Amon, en instaurant ainsi une ère de paix dans le secteur de Koprulu.
À la suite de cette extension, aucune autre campagne n'est sortie ni sur StarCraft II ni sur aucun autre jeu. Legacy of the Void marque donc la fin de la trilogie StarCraft II et par extension la fin de la saga StarCraft (à ce jour, aucune information à propos d'une suite n'a été communiqué par Blizzard).

## Système de jeu
Le mode multijoueur de Starcraft II : Legacy of the Void reste semblable aux opus précédents. Différents modes de jeu sont présents, allant du 1v1 au 4v4, en passant par l'archonte, où deux joueurs gèrent une même base. Le principe reste le même, récupérer des ressources, minerai et gaz vespène, afin de pouvoir produire une armée, permettant alors de vaincre son adversaire.

## Esport
Le 3 novembre 2018, et pour la première fois depuis le début de la franchise Starcraft, un non-coréen gagne le titre de champion du monde. Le joueur Zerg finlandais Joona « Serral » Sotala remporte les WCS Global Finals 2018 face au Protoss coréen Kim « Stats » Dae Yeob 4 à 2 pour une somme de 280.000$.

## Accueil
- Game Informer : 8,75/10[7]
- GameSpot : 8/10[8]
- IGN : 8,9/10[9]
- PC Gamer US : 91 %[10]